# テールスキッド

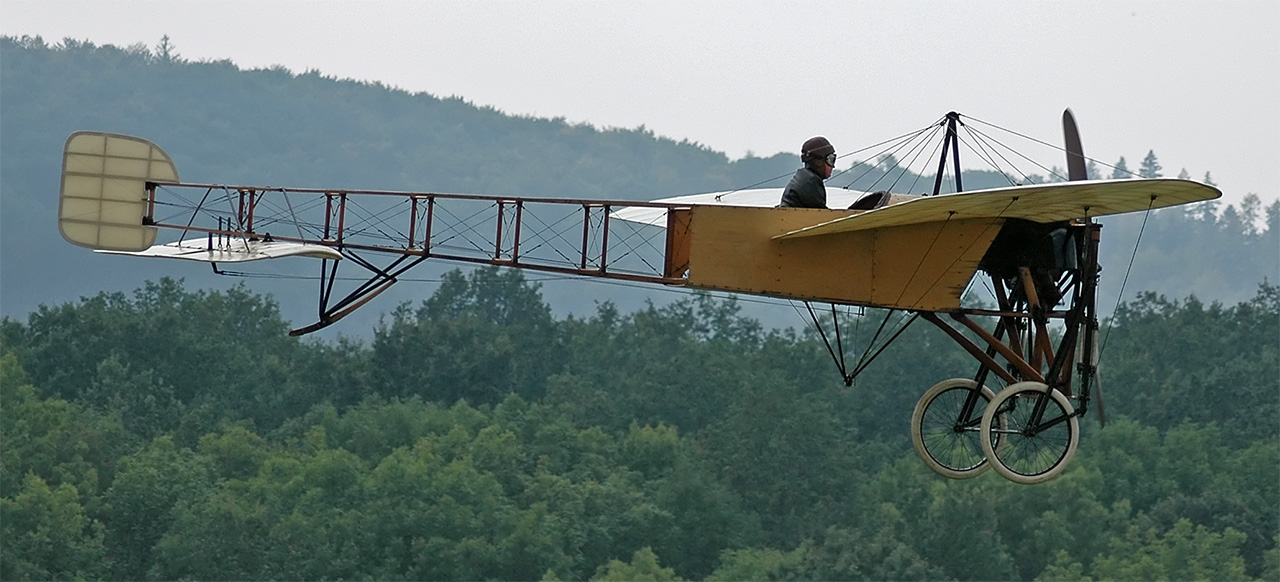
フランスのブレリオ XI をスウェーデンの企業トゥリンがライセンス生産したもの。
画像左側、水平尾翼の直前の機体下部にある三角形のものがテールスキッド

テールスキッド (tail skid) とは、航空機、特に飛行機の胴体後部下面にある、突起状の部材あるいは装置である。日本語では「尾橇（びぞり）」と訳される。現代ではこれを装備する機体は多くはない。
また、初期の戦車の車体後端に装備された、巾の広い溝や穴を乗り越えた際に車体後部が転落するのを防ぐ装置も、英語では航空機の降着装置と同じく「テールスキッド」（尾橇）と呼ばれる。

## 概要
第二次世界大戦ごろまで、飛行機の主流はレシプロエンジン推進のプロペラ機であったが、これらの機体の多くは尾輪式であった。尾輪式とは、ランディングギア（降着装置）の形態の一種で、重心のやや前方にメインギア（主脚）を備え、尾部付近に小型の尾輪を備えたものをいう。もう少し時代をさかのぼると、尾部のギアが単なる棒状や鉤状あるいはループ状の部材であった時期もあり、こうしたものは尾橇（びぞり）あるいはテールスキッドと呼ばれる。
現代では、ほとんどの飛行機のランディングギアは前輪式（メインギアと、機首下面にノーズギア〈前脚〉をもつ形態）だが、旅客機や輸送機、爆撃機などの一部で胴体の長い機体が引き込み式のテールスキッドを装備することがある。これは胴体が長くなれば、機体を引き起こす際に尾部を滑走路に擦る事故が発生する可能性が増すためである。飛行中は抗力低減のために格納される。
代表的な装備機種はボーイングの767-300や777-300、エアバスのA340など。
超音速旅客機コンコルドにも同様の目的の物が装備されているが、前述の機体と違うのは長さもさることながら、その特性上離着陸時には揚力を稼ぐために迎え角を大きく取る必要がある点である。なお、当該部品の構造も前述の機体とは異なり車輪があるのでテールスキッドというよりも｢尾輪｣である。

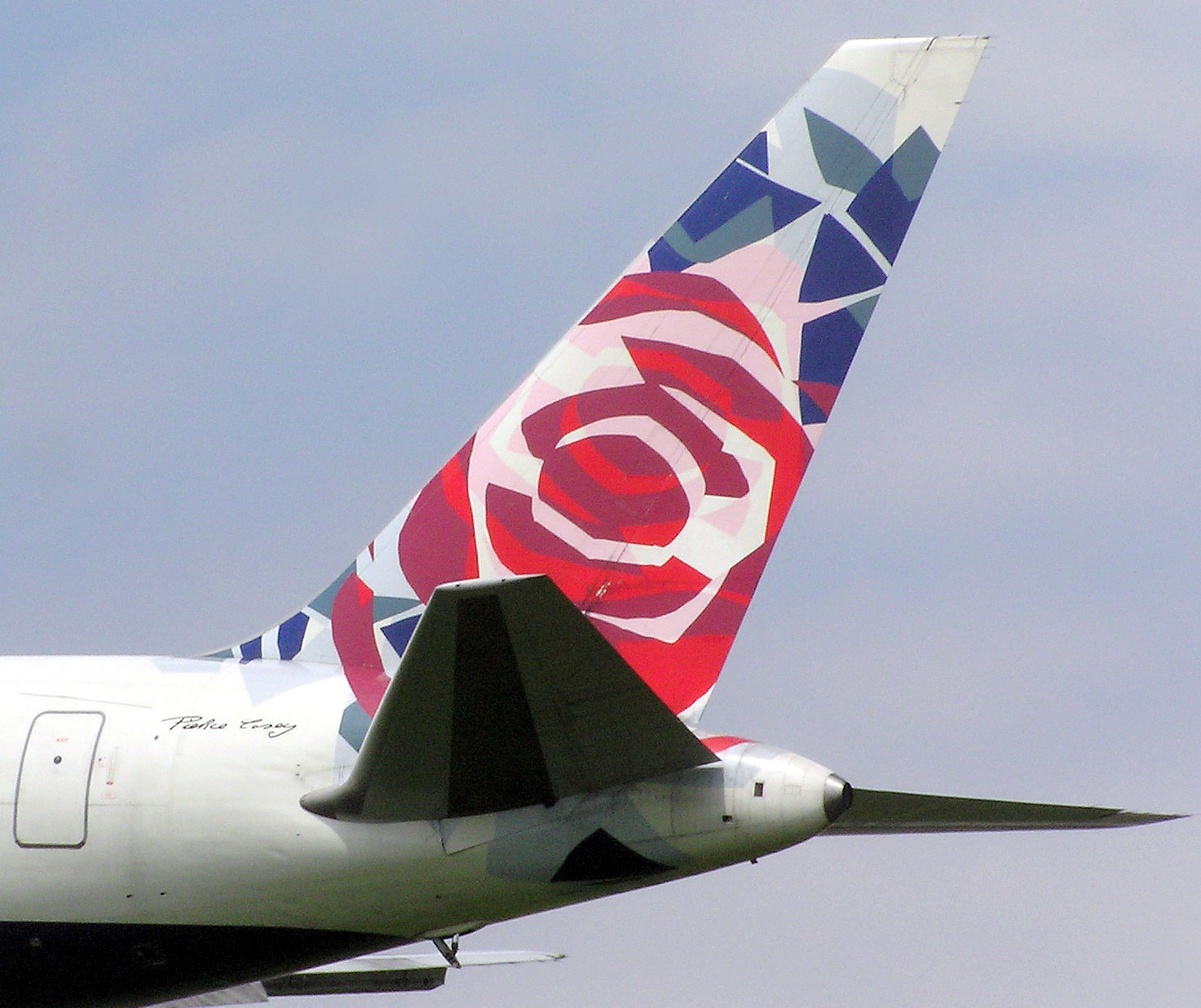
ブリティッシュ・エアウェイズの 767-300 の尾部を機体左側から見たところ。写真向かって左が前方。胴体下面から斜めに突き出たテールスキッドが見える。 胴体後端の円筒状のものはAPU（補助動力装置）の排気口。
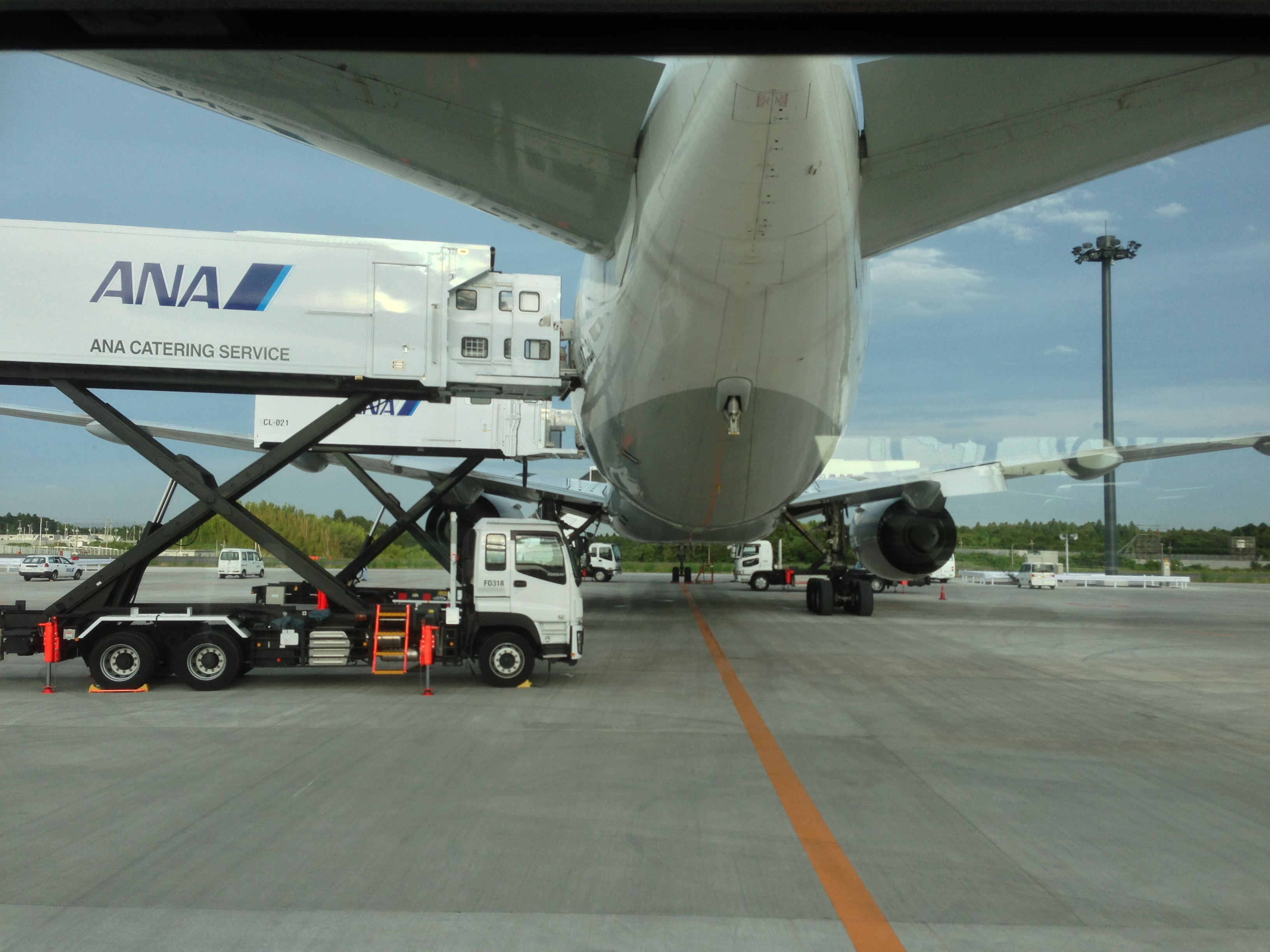
ボーイング777-300のテールスキッド
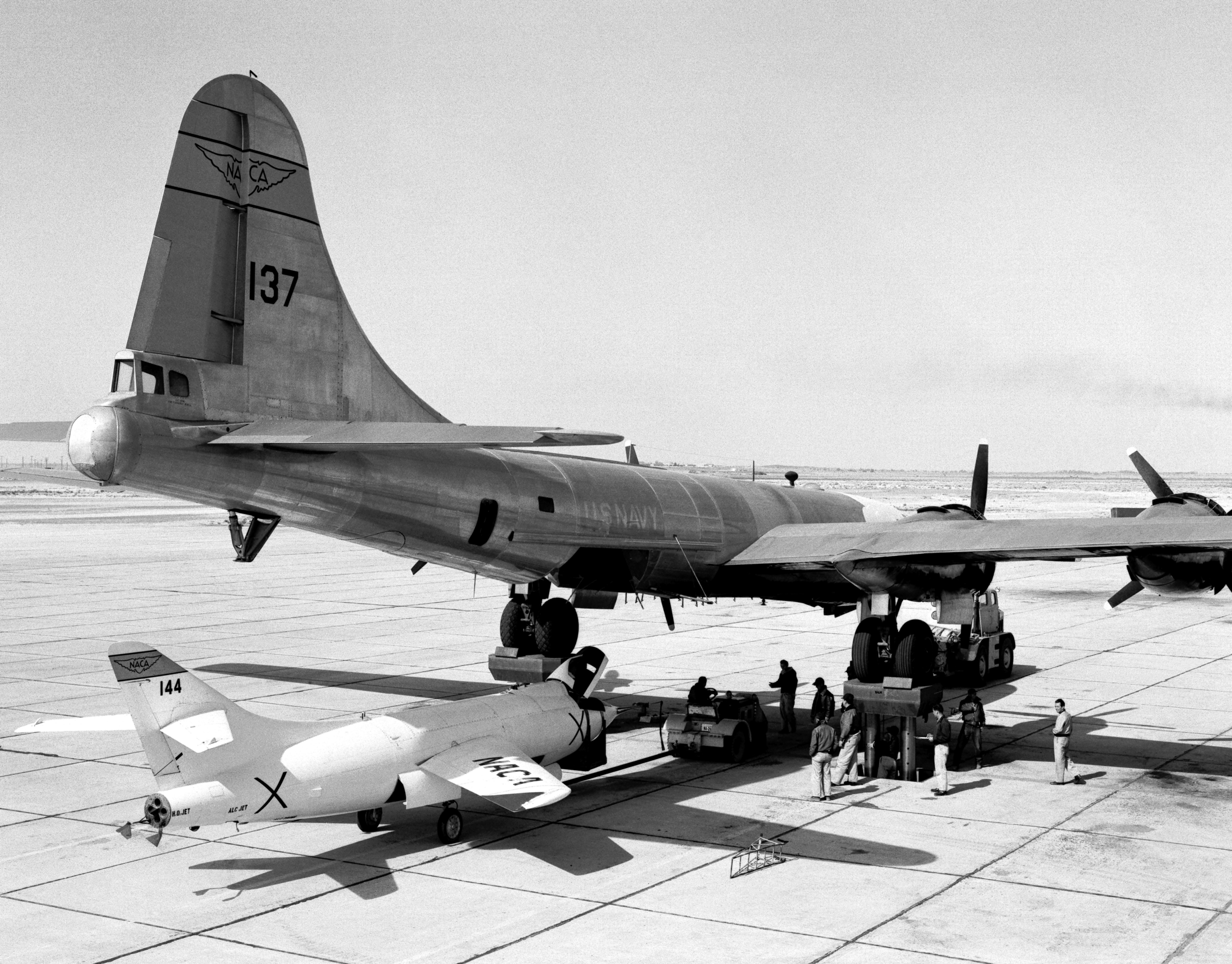
B-29爆撃機のテールスキッド。水平尾翼真下の胴体下部より下がっている板状の部品がそれである。

## 装甲戦闘車両におけるテールスキッド

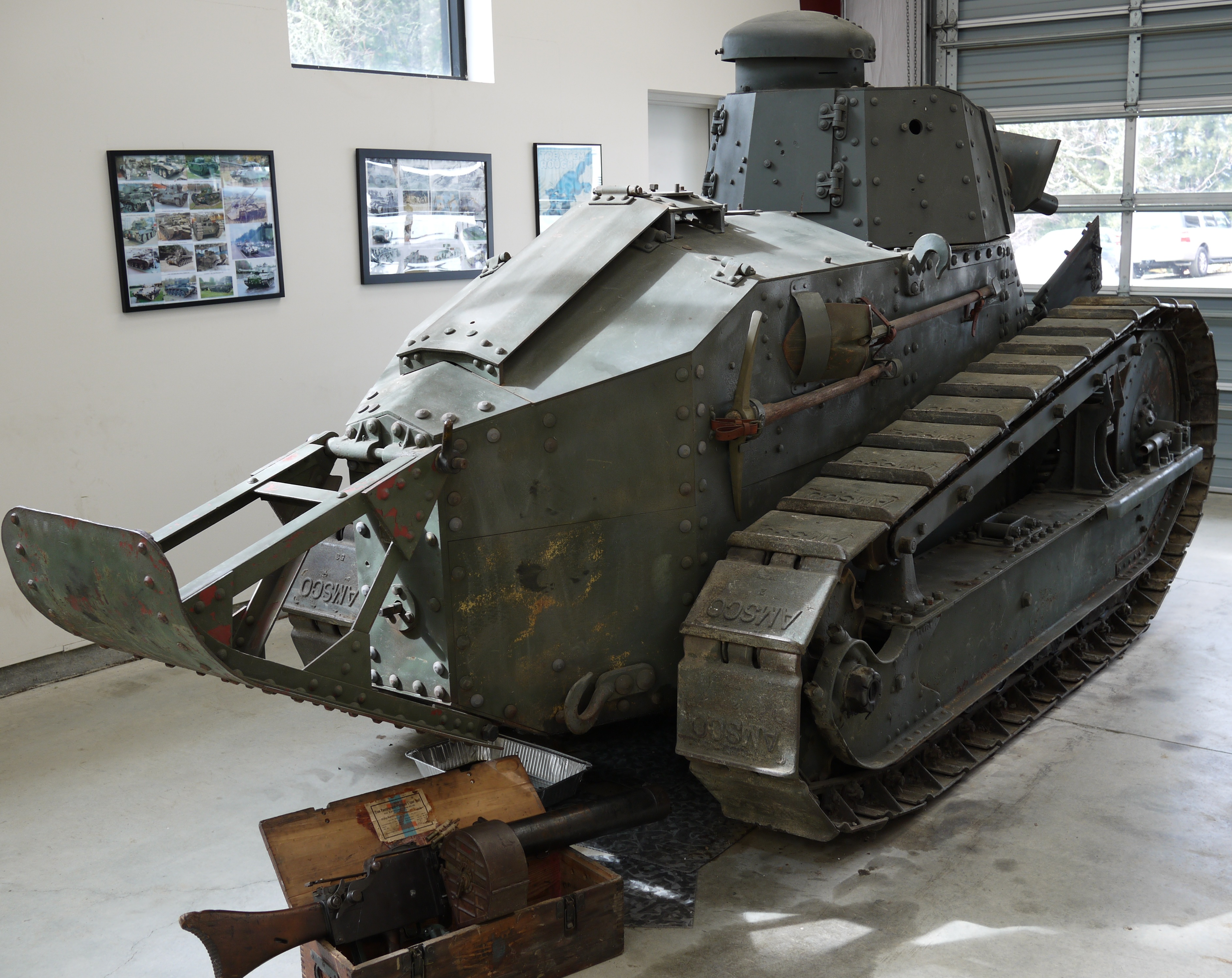
フランスのルノーFT戦車のテールスキッド

近代兵器としての戦車は、第一次世界大戦において塹壕を乗り越えて敵の機関銃陣地や短距離砲の砲座を蹂躙するために開発されたものだが、これらの車両の走行装置が「超壕・超堤能力のみを重視し、速度発揮は求めず、前後に長い車体の外周を無限軌道（履帯）が周回する方式」から「ある程度の速度を無理なく発揮できるように、箱型の車体の中央下部に装備される方式」になると、塹壕や溝を乗り越え終えた際に車体後部が溝に転落する、高さのある障害物を乗り越える際に車体後部が地面に接触する（“尻餅”をつく）といった障害が発生することが問題となった。当時の戦車の発揮できる駆動力では、特にエンジンが後部にあって重心が後方に寄っている場合、それらの障害物を乗り越えた後に、エンジンパワーと無限軌道の駆動力だけでそのまま前進していくことが難しかったためである。
これを防ぐために、車体後端に上方に傾斜した橇様の部品が装備されるようになり、これを英語では「テールスキッド（Tail Skid）」と呼び、日本では「尾橇」の訳が充てられた。
技術の発展により戦車のエンジンや走行装置の性能が向上するとテールスキッドは不要となり、第二次世界大戦以後に開発された車両では装備されていない。